# 有吉×怪物
『有吉×怪物』（ありよしたいかいぶつ）は、2021年9月29日21時 - 22時54分に放送されたバラエティ番組で、有吉弘行の冠番組でもある。

## 出演者
MC
- 有吉弘行

怪物パネラー陣
- 指原莉乃
- 博多大吉（博多華丸・大吉）
- バカリズム
- 大久保佳代子（オアシズ）
- 友近

## スタッフ
- 企画・総合演出：髙橋利之
- 構成：桜井慎一、林田晋一
- TM：望月達史
- SW：松嶋賢一
- CAM：髙木静香
- MIX：藤岡絵里子
- VE：向山江梨佳
- 美術プロデューサー：上條宏美
- デザイン：波多野真理、山本莉子
- 大道具：伊集院正幸
- 電飾：花谷恭祐
- 小道具：佐々木洋平
- 編集：酒井広志（ヌーベルアージュ）
- MA：元木綾美（ヌーベルアージュ）
- 音響効果：高取謙
- ロケ技術：イメージランド、ジーン、極東電視台、だだだ、DEEP、プラス02
- 技術協力：NiTRO
- 美術協力：日テレアート
- リサーチ：パンドラ 羽柴千晶、齋藤譲 クラフトラボ 利光宏治、坂田至
- TK：坂本幸子
- デスク：高桑繭子
- AD：久野佑、熊田大樹、新保奏吾、三輪美砂、増田浩明、永田茉由子、近藤優人、ハパンナ光進、青木俊人
- AP：兼平孔明、菅原千詠美、劉雅莎
- ディレクター：山形和也（ZION）、山嶋将義、増田貴也、下村彩人（創輝）、高橋公彦・有瀧希・三木茜（いまじん）
- チーフディレクター：蒲龍太郎
- 演出：有田駿介
- プロデューサー：武末大作、長瀬徹（ZION）、佐藤なつね、竹内加奈子、山脇由紀子（いまじん）
- チーフプロデューサー：秋山健一郎
- 協力：太田プロダクション
- 制作協力：ZION、創輝、いまじん
- 製作著作：日本テレビ